# Stea neutronică
O stea neutronică este un tip de rămășiță a colapsului gravitațional al unei stele masive într-o supernovă de tip II, de tip Ib sau de tip Ic. Asemenea stele sunt formate aproape în întregime din neutroni, particule subatomice fără sarcină electrică și cu mase similare cu cele ale protonilor. Stelele neutronice sunt foarte fierbinți și prăbușirea lor este frânată doar de principiul de excluziune al lui Pauli. Acest principiu afirmă că doi neutroni (sau, în general, doi fermioni) nu pot ocupa același loc și avea aceeași stare cuantică simultan.
Neutronii se formează ȋn aceste stele prin fuziunea protonilor cu electronii, la presiuni si temperaturi uriașe.
O stea neutronică tipică are o masă între 1,35 și 2,1 mase solare, cu o rază de aproximativ 12 km dacă se utilizează ecuația de stare Akmal-Pandharipande-Ravenhall (APR). Prin contrast, raza Soarelui este de aproximativ de 60.000 de ori mai mare. Stelele neutronice au densități în general prezise de ecuația de stare APR între 3.7×1017 și 5.9×1017 kg/m3 (de 2.6×1014–4.1×1014 ori mai mari ca densitatea Soarelui), comparabilă cu densitatea aproximativă a unui nucleu atomic de 3×1017 kg/m3. Densitatea unei stele neutronice variază de la mai puțin de 1×109 kg/m3 pe scoarță până la peste 6×1017 sau 8×1017 kg/m3 în profunzime.
Descoperitoarea primei stele neutronice a fost Jocelyn Bell Burnell de la Universitatea Cambridge (Anglia) în anul 1967.

## Clasificare
- obișnuite (nepulsare).

- pulsare.

- binare (2 stele neutronice se rotesc împreună până la coliziunea finală explozivă).

- binare (o stea neutronică și o stea obișnuită se rotesc împreună, cea obișnuită fiind consumată treptat de cea neutronică).

- magnetare.

## Galerie de imagini

Structura internă a unei stele neutronice
Pulsar
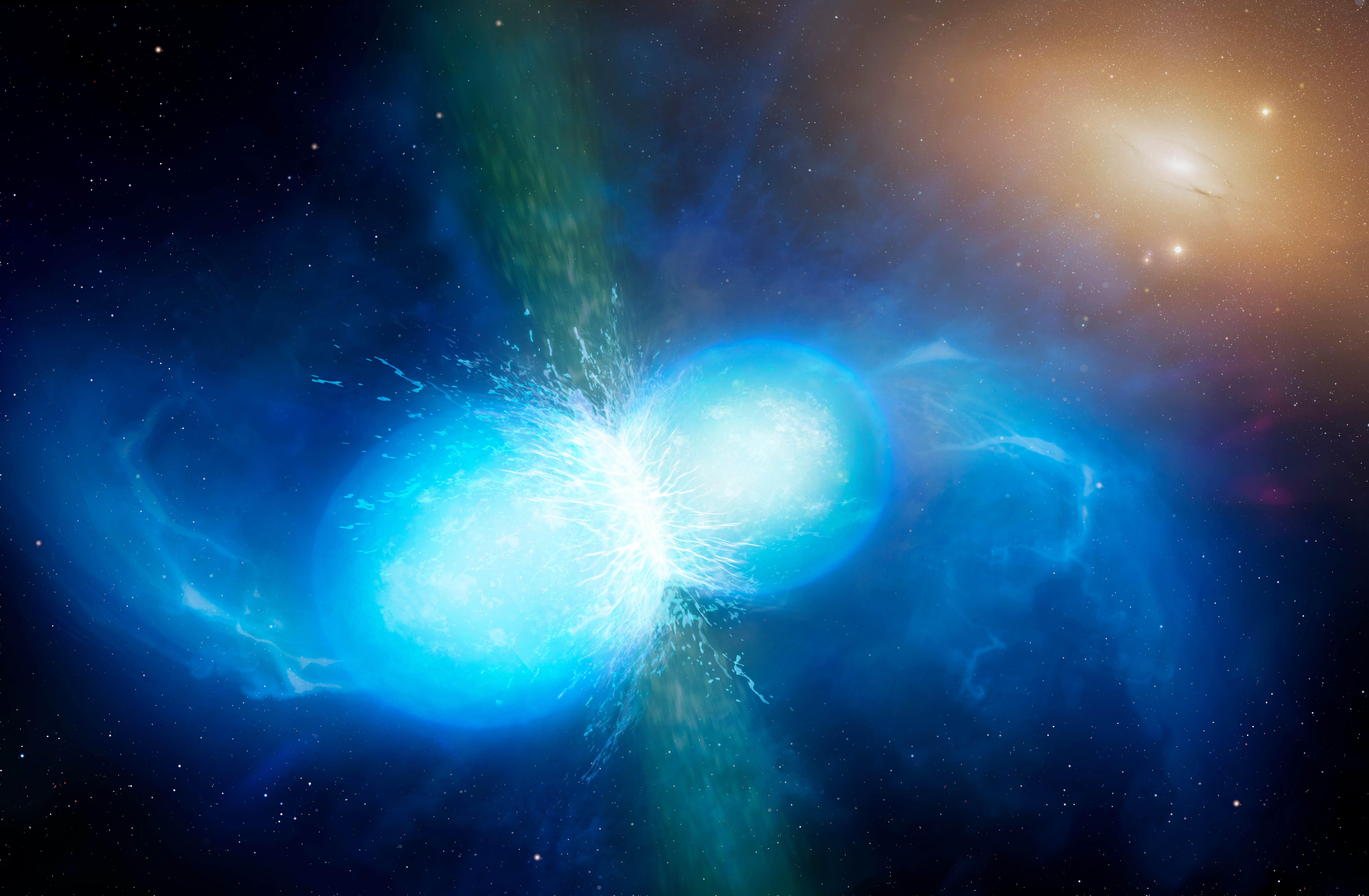
Stele neutronice binare în fază de coliziune